# 평성도정 (1436년)
평성도정 이위(平城都正 偉, 1436년 ~ 1510년 9월 21일)는 조선 중기의 왕족이자 무신으로, 조선 태종의 차남 효령대군 이보(孝寧大君 李補)의 아들 보성군 이합(寶城君 李㝓)의 아들이다. 자(字)는 치원(致遠)이다.
처음 평성부령에 봉작되고 1463년(세조 9) 평성정(枰城正)으로 승작한 뒤, 만강대장(彎强隊將), 사자위장(獅子衛將) 등에 임명되었다. 1466년 평성도정(枰城都正)으로 승작하고, 그해 백관장(百官將)에 임명되었다. 1467년(세조 13) 장수(將帥)의 재질(才質)이 있는 자를 뽑을 때 한 사람으로 선발되고, 1468년(세조 14) 1월 27일 내금위장(內禁衛將)이 되었다. 1478년(성종 19) 아들 주계부정 이심원이 자신의 고모부 임사홍을 논핵한 일로, 아들 주계부정 이심원과 아버지 보성군 합이 갈등하였다. 1488년(성종 19) 여름부터 중풍(中風)에 걸려 병석에 누워서 생활하였다. 그는 이심원과 보성군 간의 갈등으로 마음고생을 심하게 하였다 한다.

## 생애
1436년(세종 18)에 태어났으나 생일은 미상이다. 아버지는 효령대군 보의 차남 보성군 합이고, 어머니는 청풍군부인 합천 이씨(淸風郡夫人 陜川李氏)로 광록시소경(光祿寺少卿) 이무창(李茂昌)의 딸이다. 쌍둥이 동생으로 물거군 이철과 같이 태어났다. 어려서부터 문학을 잘 하였다.
평성부령(枰城副令)에 임명되고 1462년(세조 8) 10월 27일 세조가 양주 달천(楊州 達川)에서 종친과 관원들을 불러 주연을 베풀때 평성부령으로 행사에 참석하였다. 1463년(세조 9년) 평성정(枰城正)으로 승작하였으며, 그해 8월 세조가 서교(西郊)에 거둥하여 사냥하는 것을 구경하였고, 바로 만강대장(彎强隊將)에 임명되었다. 이듬해 10월 2일 세조가 풍양(豊壤)의 강무(講武)에 방문할 때 수행하고, 바로 사자위장(獅子衛將)에 임명되었다. 1466년 평성도정(枰城都正)으로 승작하고, 그해 백관장(百官將)에 임명되었다. 1467년(세조 13) 장수(將帥)의 재질(才質)이 있는 자를 뽑을 때 한 사람으로 선발되어 왕명으로 손자를 강독하였다. 1468년(세조 14) 1월 27일 내금위장(內禁衛將)에 임명되었고, 그 날 세조의 온양 행궁을 수행하였다.
1478년(성종 9) 아들 주계부정 이심원이 자신의 고모부 임사홍(任士洪)을 논핵한 일로, 아들 주계부정 이심원과 아버지 보성군 합이 갈등하였다. 보성군은 손자 이심원을 불효죄로 고소하였다. 이 때 그는 아버지 보성군의 명으로 1480년 11월 29일 '장자(長子)인 전 주계 부정 이심원(朱溪副正 李深源)은 심사(心行)가 패역(悖逆)하므로, 승중(承重)558) 하기가 마땅하지 아니하니, 원컨대 차자(次子) 임정 부정(臨汀副正) 이혼원(李混源)으로 하여금 제사를 받들게 하소서. 그리고 청컨대 〈심원의〉 패역하고 불순(不順)한 죄를 국문(鞫問)하고, 그 제사를 받드는 당부(當否)를 예조(禮曹)로 하여금 상의(商議)하도록 하소서. (長子前朱溪副正深源, 心行悖逆不宜承重, 願以次子臨汀副正混源奉祀。 請鞫悖逆不順之罪, 而其奉祀當否, 令禮曹商議。)'라는 차자를 올렸다. 그러자 이심원의 아내가 남편을 변호하는 상소를 올리자 그해 12월 16일 '이심원(李深源)이 신에게 불효(不孝)하기 때문에, 신이 상언(上言)하여 둘째 아들 이혼원(李混源)으로 봉사(奉祀)하도록 청하였는데, 심원은 그 죄를 면하고자 하여 처(妻)를 시켜서 상언(上言)하게 하여 신이 상언한 것을 신의 아비 이합(李㝓)이 한 것으로 하였으니, 심원의 간사함이 이와 같습니다. 청컨대 죄주소서. ("深源不孝於臣, 故臣上言, 請以次子混源奉祀, 而深源欲免其罪, 使妻上言, 以臣上言, 爲臣父㝓所爲, 深源奸詐如此。 請罪之。)'라는 상소를 올렸다. 바로 왕명으로 강원도(江原道) 이천현(伊川縣)으로 유배되었다. 1485년(성종 6) 2월 6일 성종이 이심원을 서용하려 할 때 그의 상소 내용이 문제제기되기도 하였다. 성종은 이심원을 서용하지 못하고 그가 조부 보성군에게 불효했는가를 신하들에게 의논하게 하였다. 그는 이심원과 보성군 간의 갈등으로 마음고생을 심하게 하였다.
1488년(성종 19) 여름부터 중풍(中風)으로 말을 더듬고 반신불수(半身不遂)가 되어, 병석에 누웠다. 1507년(중종 1) 보성군의 상사 때 들어가려는 그의 처 채씨(蔡氏)를 강성부정 견손((江城副正 堅孫)이 강제로 축출했다. 이 일로 문제가 되기도 했다. 이에 강성부정 견손은 '평성정(枰城正)이 불효한 것은 조부의 유서가 있기 때문이다. (枰城正爲不孝, 以有祖父遺書)'라고 반박하여 다시 논란이 되기도 하였다. 1507년(중종 1) 2월 평성정으로 강작되었는데, 강작된 원인은 알려져 있지 않다. 중종 5년 2월의 중종실록까지도 그의 작위를 평성도정 또는 평성정이라 칭하고 있다. 오랫동안 중풍을 앓던 그는 1510년(중종 5) 9월 21일에 사망하였다. 후에 정의대부 평성군으로 승작되었다.

### 사후
묘소는 경기도 장단군 장동면 영남리(長東面南嶺里, 현, 장단군 장동면 정수리 강대위동) 불당고개(佛堂谷) 임좌(壬坐)에 합폄으로 매장되었다. 신도비문은 판중추 윤탕로(尹湯老)가 짓고, 부제학 이언호(李彦浩)가 썼으며 사간 김희수(金希壽)의 글씨로 새겼다.
그의 묘소는 이후 장동면이 경기도 파주군 진서면과 마전군을 거쳐서 연천군 백학면에 편입되었지만, 그의 묘소가 있는 곳은 북한에 편입되었다. 그의 묘소 대신 충청남도 논산군 두마면 금암리 281-4번지(현, 충남 계룡시 금암동 281-4번지) 경충사 내에 단소가 세워졌다.

## 가족 관계
- 아버지 : 보성군 합(寶城君, 1416년 ~ 1499년 음력 9월 1일)
- 어머니 : 청풍군부인 합천 이씨(淸風郡夫人 陜川李氏), 광록시소경(光祿寺少卿) 이무창(李茂昌)의 딸
  - 형 : 신풍도정 순(新豊都正 循), 문종 부마 강자순의 매부
  - 형 : 율원군 종(栗元君 倧, 1433년 ~ 1476년 1월 17일)
    - 조카 : 여양군

  - 형 : 춘양군 래(春陽君 徠) 1434년 ~ ?)
  - 동생 : 물거군 철(勿巨君 徹, 1436 ~ 1467)
- 부인 : 선녕현부인 인천채씨(宣寧縣夫人 仁川蔡氏, ? ~ 1515년 7월 9일), 부사 증 이조참판 채신보(蔡申保)의 딸
  - 아들 : 주계부정 증 주계군 이심원(朱溪副正 贈 朱溪君 李深源, 1454년 ~ 1504년)
  - 며느리 : 증 군부인 탐진안씨(耽津安氏, 1461년 ~ ?), 현감 안근(安瑾)의 딸
  - 아들 : 예성군 이준원(芮城君 李濬源, 1456년 ~ 1543년)
  - 며느리 : 인천현부인 파평윤씨(1458년 ~ 1520년), 윤여필의 딸
  - 아들 : 벽계수 증 벽계군 이혼원(碧溪水 贈 碧溪君 李混源, ? ~ 1504년)
  - 며느리 : 창녕성씨(昌寧成氏), 성준(成俊)의 딸
  - 딸 : 전주이씨(全州李氏)
  - 사위 : 변효공(邊孝恭, 원주인, 첨정)
  - 딸 : 전주이씨(全州李氏)
  - 사위 : 설충란(薛忠蘭)
  - 딸 : 전주이씨(全州李氏)
  - 사위 : 성회(成誨)
  - 딸 : 전주이씨(全州李氏)
  - 사위 : 윤취(尹就, 남원인, 첨사)
  - 딸 : 전주이씨(全州李氏)
  - 사위 : 여흥문(呂興文, 봉사)
- 부인 : 이름 미상
  - 아들 : 선곡부정 이윤원(善谷副正 李潤源)
  - 며느리 : 양천허씨(陽川許氏), 군수 허탕(許宕)의 딸
    - 손녀 : 전주이씨
    - 손녀사위 : 박문로

  - 아들 : 의신군 이징원(義新君 李澄源, 1492년 ~ ?)
  - 며느리 : 창녕현부인 전의이씨(全義李氏), 부정 이명필(李明弼)의 딸
  - 며느리 : 태인현부인 언양김씨(彦陽金氏), 첨사 김영년(金永年)의 딸
- 첩 : 이름 미상[8]
  - 서자 : 영의수 이청원(永義守 李淸源)
  - 서자 : 사천수 이호원(泗川守 李浩源)
  - 서며느리: 진주하씨(晉州河氏), 하숙정(河淑艇)의 딸
  - 서며느리: 평양조씨(平壤趙氏), 조극지(趙克智)의 딸
  - 서녀 : 전주이씨(全州李氏)
  - 서녀사위 : 송지주(宋之柱, 여산인, 감찰)
    - 서외손자 : 송탕(宋宕, 호군)

## 같이 보기
- 보성군
- 이심원
- 임사홍
- 이유녕

## 참고 문헌
- 세조실록
- 중종실록